# IC 3868
IC 3868 ist eine Spiralgalaxie vom Hubble-Typ S im Sternbild Coma Berenices am Nordsternhimmel, die schätzungsweise 868 Millionen Lichtjahre von der Milchstraße entfernt ist. 

Im selben Himmelsareal befinden sich u. a. die Galaxien IC 3864, IC 3867, IC 3869, IC 3872.
Das Objekt wurde am 27. Januar 1904 von Max Wolf  entdeckt.